# Solimana
El Solimana es un volcán del Perú ubicado en la cordillera Occidental de los Andes. Es clasificado como estratovolcán y con sus 6.093 m de altitud,
es una de las principales elevaciones del departamento de Arequipa. Presenta tres cumbres, que se encuentran siempre cubiertas por la nieve. Este volcán pertenece a uno de los varios grupos volcánicos que forman el denominado Cinturón de Fuego del Pacífico, formado por la intensa actividad de las convergentes en el océano Pacífico suroriental, que data posiblemente de la era cenozoica. Muy cerca del Solimana, a unos 25 km al sureste (medidos en línea recta), se encuentra otro importante volcán: El Coropuna (6.425 m). El río Arma discurre entre ambos volcanes.

## Descripción
El volcán Solimana está situado en el límite de las provincias de La Unión y Condesuyos, en el departamento de Arequipa, a unos 20 Kilómetros al sur del poblado de Cotahuasi. El Solimana es un volcán dormido con laderas muy erosionadas a causa de la nieve y en el que los restos del antiguo cráter forman sus tres cumbres. La principal es la cima central con 6.093 m s. n. m., la cumbre norte cercana a la principal cuenta con un poco más de 6 mil metros de altitud y la cumbre suroeste la más baja, tiene aproximadamente 5.898 m s. n. m. Los deshielos del Solimana dan lugar a pequeños cursos de agua, que alimentan la cuenca del río Ocoña.

## Apu
Esta montaña, al igual que la mayoría de cimas en el sur del Perú, fue durante la época del imperio de los Incas una montaña sagrada, lugar de adoración e incluso de sacrificios humanos. Las investigaciones arqueológicas en el nevado comenzaron en el 2003 hasta el 2007, donde se ha podido evidenciar una concentración de asentamientos procedente del periodo Intermedio Tardío, así como la presencia inca. En la ladera Este del volcán, a 4760 m de altitud se descubrió el asentamiento inca de Minticocha, donde la parte más imponente de este sitio, es una plaza ceremonial de 50 m de ancho, con un edificio denominado kallanka, de más de 26 m de largo, provisto de 4 puertas.

## Ascensiones históricas
Primera ascensión 
a la cumbre principal(pico central), 6’093m.
(19’990ft), el día 1° de agosto de 1970, por Mario Bignami (CAI)
Italia, y Julián Blanco Herrera, Perú.
En 1952, Mathias Rebitsch, Piero Ghiglione, Anders Bolinder y Alberto Parodi escalaron el pico norte, el segundo pico más alto (véase el Informe de A. Parodi "AAJ 1971", así como el volumen de Mario Fantin, Tomo II "Alpinismo Italiano nel Mondo", en las páginas 633 y 699).